# King’s College (Hongkong)
Das King’s College, kurz King’s, oder K.C. (chinesisch 英皇書院 / 英皇书院, Pinyin Yīnghuáng Shūyuàn, Jyutping Ying1wong4 Syu1jyun2) ist eine 1926 gegründete weiterführende Schule für Jungen (Public School) in Hongkong. Die Schule zählt zu den ältesten Schulen der Stadt und befindet sich in einem von Hongkongs sechs verbliebenen Vorkriegsschulgebäuden. Das Gebäude ist seit Dezember 2011 denkmalgeschützt. Mehrere Nobelpreisträger hielten Vorträge an der Schule.

## Geschichte
Die heutige Schule hatte ihren Vorläufer in der West Point School (西角官學堂), die von 1857 bis 1879 bestand. 1879 wurde die Saiyingpun Anglo-Chinese School (西營盤官學堂) gegründet. Nachdem durch Reginald Edward Stubbs, den Gouverneur von Hongkong, eine neue öffentliche Schule gegründet war, begannen 1923 die Bauarbeiten bis zur Fertigstellung 1926. Die Schule wurde 1926 unter dem Namen King’s College zu Ehren von König Georg V. eröffnet und nahm die gesamte Saiyingpun-Anglo-Chinese School auf.
Bereits vier Monate später wurde das Gebäude als Militärlager und Krankenhaus durch die britische Shanghai Defence Force in Beschlag genommen. Die Schule nahm erst am 5. März 1928, eingeweiht durch den Gouverneur Cecil Clementi, den Schulbetrieb wieder auf.
Während der ersten 15 Jahre schrieben sich 840 Schüler ein. Über 80 % des Lehrkörpers waren Briten, die meisten Lehrer hatten ihre Ausbildung an einer der beiden führenden alten Universitäten in England – University of Cambridge und der University of Oxford absolviert.
Während des Zweiten Weltkriegs wurde die Schule schwer beschädigt und diente nach der Besetzung Hongkongs durch die japanische Armee dieser als Stall für Pferde und Maultiere. Nach dem Krieg wurde die Schule 1950 wiedereröffnet.

## Campus
Der King’s College Bonham Campus, im Jahre 1926 erbaut, ist eines der ältesten noch erhaltenen Schulgebäude der Vorkriegsregierung in Hongkong.
Ein Steinrelief, das das königliche Wappen des Vereinigten Königreichs darstellt, ist auf der roten Backsteinmauer vor dem Haupteingang des Colleges angebracht.